# Ochamchire
Ochamchire (abcaz:Очамчыра, Ochamchyra, geórgio:ოჩამჩირე, russo:Очамчира) é uma cidade costeira no Mar Negro, na costa da Abecásia.
De acordo com o censo de 1978, Ochamchire tem 18.700 residentes. Depois da Guerra da Abecásia-Geórgia (1992-1993), a população de Ochamcira teve uma descida acentuada devido ao Genocídio dos geórgios na Abecásia. Muitas das pessoas já regressaram à cidade. Ochamchire situa-se na margem esquerda do rio Ghalidzga a uma elevação de 5 metros acima do nível médio das águas do mar. A cidade localiza-se a 53 km a sudeste de Sucumi e 351 km a noroeste de Tbilisi. O clima de Ochamchire é húmido subtropical com invernos relativamente quentes e verões quentes. A temperatura máxima anual é 13,6 ºC. A temperatura máxima de Janeiro 4,5 ºC, enquanto que as temperaturas máximas de Julho são 23 ºC. A precipitação máxima anual é de aproximadamente 1552 mm.
A antiga colónia grega de Gyenos localizava-se provavelmente próximo a Ochamchire, mas a identificação não pode ser considerada definitiva devido à má-preservação do sítio arqueológico.
De acordo com Itar Tass, em 2009, a Rússia planejava construir uma nova base naval para sua Frota do Mar Negro, baseada em Sevastopol) em Ochamchire.